# Parabonzia trioxys
Parabonzia trioxys är en spindeldjursart som beskrevs av Lin och Zhang 1998. Parabonzia trioxys ingår i släktet Parabonzia och familjen Cunaxidae. Inga underarter finns listade i Catalogue of Life.